# Crossodactylus schmidti
Crossodactylus schmidti es una especie de ranas de la familia Hylodidae.

## Distribución geográfica
Se encuentra en la Mata Atlántica, en el noreste de Argentina, sur de Brasil y sur de Paraguay, en altitudes entre 300 y 750 m.

## Estado de conservación
Se encuentra amenazada de extinción por la pérdida de su hábitat natural.